# Bhut jolokia
Il Bhut Jolokia, (Peperoncino Serpente, in assamese) noto anche come Bih Jolokia (Peperoncino velenoso) o Naga Jolokia (Peperoncino Re Cobra) o anche come Ghost Pepper, è una cultivar di peperoncino, probabilmente ibrido tra Capsicum chinense e Capsicum frutescens.
Nel 2007, il Guinness World Records ha certificato il ghost pepper come il peperoncino più piccante del mondo, 401.5 volte più piccante del Tabasco classico.
Nel 2011, tuttavia, è stato superato in piccantezza dal Trinidad Moruga Scorpion e il 26 dicembre 2013 dal Carolina Reaper. Dal 2023 il record è detenuto dal Pepper X, il peperoncino più piccante del mondo, creato da Ed Currie, lo stesso creatore del Carolina Reaper.

## Varietà
È molto simile al Naga Dorset, da cui differisce però per la forma dei frutti, meno conica e più tondeggiante verso l'estremità, e per il minor numero di fiori per ascella. Secondo alcuni, in realtà esistono varie cultivar, nello specifico:
- Naga Dorset
- Naga Morich
- Naga Jolokia
- Bhut jolokia

Secondo Leena Saikia della Frontal Agritech, l'azienda indiana che per prima ha offerto il Bhut Jolokia, gli ultimi tre sarebbero nomi regionali dello stesso peperoncino, mentre la varietà Naga Dorset creata dai Michaud in Inghilterra deriva dai semi portati dalla comunità del Bangladesh inglese. Altri nomi usati sono:
- Nagahari
- Borbih
- Raja Mircha
- Raja Chili
- Mirch
- Mircha
- Naga Moresh
- Tezpur

Bhut Jolokia e Bih Jolokia sono anche scritti Bhwt Jolokiya e Bih Jolkiya rispettivamente.
I peperoncini della Frontal Agritech hanno raggiunto 1 041 027 SHU.

## Coltivazione
Come altri peperoncini tropicali, necessita di temperature medio alte per la germinazione. Il Chili Pepper Institute della New Mexico State University, ha riportato in uno studio difficoltà di impollinazione e scarsa produzione di frutti in serra, tanto da dover ricorrere a inseminazione manuale.
Per favorire la germinazione, possono essere utilizzate la germinazione su cotone idrofilo o spugnette in cellulosa.